# Jack Jean-Baptiste
Jack Jean-Baptiste Cruz (San Pedro Sula, Departamento de Cortés, Honduras, 20 de diciembre de 1999) es un futbolista hondureño con nacionalidad haitiana. Juega de mediocampista y su equipo actual es el Real España de la Liga Nacional de Honduras. 
Hijo de madre hondureña y padre haitiano.

## Trayectoria

### Motagua
Bajo la dirección técnica de Diego Martín Vásquez, el 17 de febrero de 2018 realizó su debut oficial en un partido contra el Vida, el cual finalizó con victoria de 1 a 0 para los «azules». Sorpresivamente, Jean-Baptiste realizó la asistencia que terminó en gol de Rubilio Castillo. En su primer torneo jugó 7 partidos.

### Loudoun United FC
En marzo de 2019 se fue a préstamo al Loudoun United FC de la USL norteamericana, donde jugará la primera temporada del club en la competición.

## Selección nacional

### Selecciones menores
El 10 de julio de 2018 se anunció que Carlos Tábora lo había convocado para disputar los XXIII Juegos Centroamericanos y del Caribe en Barranquilla, Colombia. 
Participaciones en Juegos Centroamericanos y del Caribe
| Torneo                                     | Sede     | Resultado    | Partidos | Goles |
| ------------------------------------------ | -------- | ------------ | -------- | ----- |
| XXIII Juegos Centroamericanos y del Caribe | Colombia | Tercer lugar | 4        | 0     |

## Clubes
| Club                    | País           | Año         |
| ----------------------- | -------------- | ----------- |
| Motagua                 | Honduras       | 2018 - 2019 |
| Loudoun United (cesión) | Estados Unidos | 2019        |
| Motagua                 | Honduras       | 2019        |
| Real de Minas           | Honduras       | 2020- 2021  |
| Lobos UPNFM             | Honduras       | 2021- 2023  |
| Olimpia                 | Honduras       | 2023        |
| Lobos UPNFM (cesión)    | Honduras       | 2023        |
| Real España             | Honduras       | 2024-Act.   |

## Estadísticas

### Clubes
| Motagua Honduras |                     |                     |    |   |   |   |   |   |    |   |
| 2017-18 | 1.ª                 | 7                   | 0  | - | - | 0 | 0 | 7 | 0  |   |
| 2018-19 | 1.ª                 | 2                   | 0  | - | - | 0 | 0 | 2 | 0  |   |
| Total | Total               | 9                   | 0  | 0 | 0 | 0 | 0 | 9 | 0  |   |
| Loudoun United Estados Unidos                                                                                       |                     |                     |    |   |   |   |   |   |    |   |
| 2019 | 2.ª                 | 6                   | 0  | - | - | - | - | 6 | 0  |   |
| Total | Total               | 6                   | 0  | 0 | 0 | 0 | 0 | 6 | 0  |   |
| Motagua Honduras |                     |                     |    |   |   |   |   |   |    |   |
| 2019-20 | 1.ª                 | 0                   | 0  | 0 | 0 | 0 | 0 | 0 | 0  |   |
| Total | Total               | 0                   | 0  | 0 | 0 | 0 | 0 | 0 | 0  |   |
| Total en su carrera                                                                                                 | Total en su carrera | Total en su carrera | 15 | 0 | 0 | 0 | 0 | 0 | 15 | 0 |
| (1) Incluye datos de la Copa de Honduras. (2) Incluye datos de la Liga de Campeones de la Concacaf y Liga Concacaf. |                     |                     |    |   |   |   |   |   |    |   |